# Lycoris Recoil
Lycoris Recoil (リコリス・リコイル?, Rikorisu Rikoiru) è una serie televisiva anime prodotta da A-1 Pictures. È andato in onda su Tokyo MX e altre reti dal 2 luglio al 24 settembre 2022.
Un adattamento manga è stato scritto e disegnato da Yasunori Bizen e serializzato da Media Factory sulla rivista Monthly Comic Flapper dal 5 settembre 2022. Successivamente, il 9 settembre 2022, è stata pubblicata una light novel, intitolata Lycoris Recoil: Ordinary Days, scritta da Asaura e acquistata da ASCII Media Works e poi pubblicata sotto l'etichetta Dengeki Bunko.

## Trama
La trama parla di un'organizzazione governativa militare chiamata Direct Attack (abbreviato in DA) che ha l'obiettivo di prevenire crimini e atti terroristici in Giappone. L'organizzazione addestra ragazze orfane come assassine per compiere omicidi nell'ambito del loro programma "Lycoris". Takina Inoue è una Lycoris eccezionale con un forte senso dello scopo e un debole per la perfezione. Sfortunatamente, una situazione in ostaggio mette alla prova la sua pazienza e, dopo aver disobbedito ad un ordine del comando, Takina viene allontanata dall'organizzazione e mandata a lavorare in team con Chisato Nishikigi, considerata la miglior Lycoris in circolazione. La nuova partner di Takina, tuttavia, si rivela molto diversa da come immaginava. Nonostante sia una Lycoris molto famosa, Chisato Nishikigi sembra quasi indifferente ai suoi doveri. Trascina Takina in tutti i tipi di lavori occasionali con la semplice spiegazione di aiutare le persone bisognose. Nel frattempo però un'organizzazione terroristica, già causa del crollo della vecchia torre radio di Tokyo 10 anni prima, trama qualcosa contro le Lycoris...

## Personaggi

### Personaggi appartenenti alCafé LycoReco
Chisato Nishikigi (錦木 千束?, Nishikigi Chisato)
Doppiata da: Chika Anzai
Chisato Nishikigi è la protagonista della serie ed è la partner di Takina Inoue. Chisato è una giovane ragazza con capelli biondi di media lunghezza e occhi rossi. Di solito indossa un nastro rosso, legato con un fiocco sul lato sinistro dei suoi capelli. Viene considerata la Lycoris più potente e famosa rispetto a tutte le altre. Chisato è fortemente impegnata a utilizzare esclusivamente mezzi non letali per neutralizzare i suoi avversari, il che riflette la sua natura molto benevola; è infatti una ragazza gentile, idealista e altruista, oltre che allegra e socievole. Chisato è un genio nel prevedere la prossima mossa del suo avversario. Utilizzando informazioni come il movimento del corpo, le caratteristiche di un'arma, la linea di vista del tiratore e la posizione del dito sul grilletto, può cronometrare la perfetta manovra evasiva o il contrattacco.
Takina Inoue (井ノ上 たきな?, Inoue Takina)
Doppiata da: Shion Wakayama
Takina Inoue è una giovane ragazza con lunghi capelli neri e occhi viola ed è anche essa la protagonista della serie. In precedenza lei era la partner di Fuki Harukawa, ma a causa della sua disobbedienza agli ordini in missione, è stata trasferita al Café LycoReco, dove ora collabora con Chisato. In netto contrasto con Chisato, è molto pragmatica, seria e fredda, specialmente all'inizio, ma il naturale calore umano di Chisato le farà cambiare idea sul suo approccio agli altri, facendola diventare meno spietata e più empatica.
Mizuki Nakahara (中原 ミズキ?, Nakahara Mizuki)
Doppiata da: Ami Koshimizu
È una ex membra dell'Intelligence Division del Direct Attack e ora lavora al Café LycoReco. Mizuki è una giovane donna con lunghi capelli castani e occhi marroni e indossa occhiali con una montatura superiore rossa. Nel suo disperato desiderio di sposarsi, ha accettato il lavoro al bar nella speranza di incontrare la sua persona speciale. La sua routine include un drink serale durante la lettura di riviste di matrimonio.
Kurumi (クルミ?)
Doppiata da: Misaki Kuno
Kurumi è una ragazza bassa e giovane con lunghi capelli biondi che di solito lega indietro con un nastro nero. Ha gli occhi azzurri e più comunemente indossa una felpa con cappuccio bianca e gialla. Kurumi è scappata di casa in giovane età e ora, incaricata da un membro dell'Istituto Alan di nome Shinji Yoshimatsu, opera come una hacker sotto lo pseudonimo di Walnut per prendere di mira il sistema del Direct Attack.
Mika (ミカ?)
Doppiato da: Kosuke Sakaki
Mika è un uomo adulto con lunghi capelli neri e una barba. Ha gli occhi verdi e indossa occhiali con montatura nera. È il gestore del Café LycoReco.

### Personaggi appartenenti alDirect Attact
Fuki Harukawa (春川 フキ?, Harukawa Fuki)
Doppiato da: Maki Kawase
Fuki Harukawa è una giovane ragazza con i capelli corti, castano scuro e gli occhi viola. È la prima Lycoris della filiale di Tokyo del Direct Attack ed ex partner di Takina. Come tutti i Lycoris, Fuki è stata adottata in giovane età e cresciuta dal procuratore distrettuale. In seguito, è stata assegnata al corso di formazione della filiale di Tokyo, dove ha ricevuto una "A" nella sua valutazione totale in azione operativa.
Kusonoki (楠木?)
Doppiato da: Yoko Soumi
Kusonoki è una donna di mezza età con i capelli rossi corti e gli occhi neri. È più comunemente vista indossare una camicia grigio chiaro con una cravatta grigio scuro, una gonna nera e un impermeabile bianco, insieme a tacchi neri. Kusonoki è l'attuale comandante del Direct Attack e, in quanto tale, tutti i Lycoris rispondono a lei. Austera e pragmatica, è disposta a fare sacrifici e mentire per proteggere l'integrità della sua organizzazione, anche a costo dei suoi subordinati. Nonostante ciò, ha dimostrato di avere un atteggiamento più caloroso nei confronti di alcuni Lycoris, come Chisato, anche se non lo esprime pubblicamente.

## Media

### Anime
La serie è stata annunciata a dicembre 2021. È prodotta da A-1 Pictures e diretta da Shingo Adachi, con una storia originale di Asaura, il character design di Imigimuru e la musica composta da Shūhei Mutsuki. La serie ha debuttato il 2 luglio fino al 24 settembre 2022 su Tokyo MX, GYT, GTV e BS11. La sigla d'apertura è Alive, cantata dal duo ClariS, mentre la sigla finale è Hana no tō (花の塔?), cantata da Sayuri. La serie è stata trasmessa nel Sud-est asiatico da Aniplus Asia.
L'11 febbraio 2023 è stato annunciato un nuovo progetto animato.

#### Episodi
| Nº | Titolo italiano             | In onda           | In onda |
| Nº | Titolo italiano             | Giapponese        |         |
| 1  | Easy does it                | 2 luglio 2022     |         |
| 2  | The more the merrier        | 9 luglio 2022     |         |
| 3  | More haste, less speed      | 16 luglio 2022    |         |
| 4  | Nothing seek, nothing find  | 23 luglio 2022    |         |
| 5  | So far, so good             | 30 luglio 2022    |         |
| 6  | Opposites attract           | 6 agosto 2022     |         |
| 7  | Time will tell              | 13 agosto 2022    |         |
| 8  | Another day, another dollar | 20 agosto 2022    |         |
| 9  | What's done is done         | 27 agosto 2022    |         |
| 10 | Repay evil with evil        | 26 giugno 2022    |         |
| 11 | Diamond cut diamond         | 3 settembre 2022  |         |
| 12 | Nature versus nurture       | 10 settembre 2022 |         |
| 13 | Recoil of Lycoris           | 17 settembre 2022 |         |

### Manga

Copertina del primo volume dell'edizione italiana, raffigurante Chisato (a sinistra) e Takina (a destra)

Un adattamento manga di Yasunori Bizen ha iniziato la serializzazione sulla rivista mensile Monthly Comic Flapper di Media Factory il 5 settembre 2022. I capitoli vengono raccolti in volumi tankōbon dal 22 dicembre 2022. Al 21 febbraio 2025 i volumi totali ammontano a 6.
Una serie spin-off di Kanari Abe e intitolata Lycoris Recoil: Recollect è stata serializzata sul sito web ComicWalker dal 28 ottobre 2022 al 12 luglio 2024. I capitoli sono stati raccolti in 2 volumi tankōbon pubblicati dal 23 marzo 2023 al 22 luglio 2024.
Un'antologia di manga è stata pubblicata il 22 dicembre 2022, seguita da altre sei entro il 27 dicembre 2023.
In Italia la serie principale viene pubblicata da Panini Comics sotto l'etichetta da Planet Manga a partire dal 31 ottobre 2024. Lo stesso editore pubblica anche le antologie a partire dal 21 novembre 2024 e lo spin-off Recollect dal dicembre seguente.

#### Serie principale
| 1 | 22 dicembre 2022    | ISBN 978-4-04-682030-3 | 31 ottobre 2024  | ISBN 978-88-287-9821-7 (ed. regolare) ISBN 978-88-287-9822-4 (ed. Variant) |
| 1 | Capitoli - Ep 01-04 |                        |                  |                                                                            |
| 2 | 23 maggio 2023      | ISBN 978-4-04-682470-7 | 27 febbraio 2025 | ISBN 979-12-21910-62-9                                                     |
| 2 | Capitoli - Ep 05-08 |                        |                  |                                                                            |
| 3 | 23 ottobre 2023     | ISBN 978-4-04-682940-5 | 22 maggio 2025   | ISBN 979-12-21918-34-2                                                     |
| 3 | Capitoli - Ep 09-13 |                        |                  |                                                                            |
| 4 | 23 marzo 2024       | ISBN 978-4-04-683411-9 | 28 agosto 2025   | ISBN 979-12-21925-01-2                                                     |
| 4 | Capitoli - Ep 14-18 |                        |                  |                                                                            |
| 5 | 21 settembre 2024   | ISBN 978-4-04-683856-8 | —                | —                                                                          |
| 5 | Capitoli - Ep 19-24 |                        |                  |                                                                            |
| 6 | 21 febbraio 2025    | ISBN 978-4-04-684497-2 | —                | —                                                                          |
| 6 | Capitoli - Ep 25-29 |                        |                  |                                                                            |

#### Spin-off:Recollect
| Nº | Data di prima pubblicazione | Data di prima pubblicazione | Data di prima pubblicazione |
| Nº | Giapponese                  | Giapponese                  | Italiano                    |
| -- | --------------------------- | --------------------------- | --------------------------- |
| 1  | 23 marzo 2023               | ISBN 978-4-04-682359-5      | 2025                        |
| 2  | 22 luglio 2024              | ISBN 978-4-04-683393-8      | —                           |

#### Antologie
| Nº | Titolo italiano Giapponese 「Kanji」 - Rōmaji | Data di prima pubblicazione             | Data di prima pubblicazione             |
| Nº | Titolo italiano Giapponese 「Kanji」 - Rōmaji | Giapponese                              | Italiano                                |
| 1  | React 「リアクト」 - Riakuto | 22 dicembre 2022 ISBN 978-4-04-682096-9 | 21 novembre 2024 ISBN 979-12-21902-72-3 |
| 1  | Capitoli - La fioriera della comandante Kusunoki (collaborazione con Takeshi Nogami) - Cosa si prova ad avere una coda (collaborazione con Midori Hagi) - Those LycoReco days... (collaborazione con Ryohichi Saitaniya) - Happy Birthday (collaborazione con Tsuchii) - Reliant on Lycoris (collaborazione con Maruko Nii) - I soliti affari (collaborazione con Takeshi Ino) |                                         |                                         |
| 2  | Repeat 「リピート」 - Ripīto | 22 dicembre 2022 ISBN 978-4-04-682054-9 | 19 dicembre 2024 ISBN 979-12-21903-86-7 |
| 2  | Capitoli - LycoReco Restyling (collaborazione con Ginmoku) - L'appuntamento di prova è una sfida seria?! (collaborazione con Takeshi Kojima) - Missione: sgattaiolare nella scuola! (collaborazione con Raika Suzumi) - Vento di novità al Cafè LycoReco (collaborazione con Itsuki Takano) - Lacrime di un tempo (collaborazione con Mikazuchi) - La passeggiata della Second (collaborazione con Re) - Takina il cane da guardia (collaborazione con Ryo Niina) - L'acchiapparello della gentilezza (collaborazione con Nikomi Wakadori) - Insieme, in due (collaborazione con Miki Morinaga) - C'è sempre spazio per i dolci! (collaborazione con Ren Sakuragi) - Takina, la guerriera del risparmio (collaborazione con Nyoijizai) - Hug&Recoil (collaborazione con GUNP) - Live the life you love (collaborazione con Sonochime) - Un certo giorno in un certo nascondiglio... (collaborazione con Mekimeki) |                                         |                                         |
| 3  | Reload 「リロード」 - Rirōdo | 22 dicembre 2022 ISBN 978-4-04-914800-8 | 30 gennaio 2025 ISBN 979-12-21908-05-3  |
| 3  | Capitoli - Poetic Justice (collaborazione con Imigimuru) - Let's play! (collaborazione con Ikra) - Nothing seek, nothing find, il seguito (collaborazione con Tadadi Tamori) - Seeing is believing (collaborazione con Penguin Yokoshima) - Attenti al cane (collaborazione con Sai Naekawa) - Il preferito di tutt'e due (collaborazione con Umi Yamamura) - Giochiamo! (collaborazione con Akitaka) - Not quite the clean potato (collaborazione con Horoda) - Cipollina, verza, sincerità e... (collaborazione con Peke) - La sfida dell'appuntamento al buio di Mizuki (collaborazione con Tachi) - Midsummmer Night's Dream (collaborazione con Momose Hanada) - Let's go to Catland (collaborazione con Mokeo) - Mi piace quello che piace a te (collaborazione con Fuuka Sunohara) - It's not a piece of cake! (collaborazione con Satoru Abo) - La fine del sogno (collaborazione con Sotaro Takemoto)    |                                         |                                         |
| 4  | Repeat 2 「リピート 2」 - Ripīto 2 | 23 marzo 2023 ISBN 978-4-04-682357-1    | 20 marzo 2025 ISBN 979-12-21913-23-1    |
| 4  | Capitoli - Dovremmo essere capaci di tutto (collaborazione con Itsuki Tsutsui) - Treasure (collaborazione con Yasuka Manuma) - The pot calling the kettle black (collaborazione con Yuu Kimura) - Takina vs. Distributore automatico (collaborazione con sugar.) - Tea time missione (collaborazione con Kurikanoko) - La bautazza (collaborazione con Yuichi) - Takina e la sfida del selfie (collaborazione con Miki Morinaga) - Playing tag (collaborazione con Nanakamado) - Scadenze Lycoris (collaborazione con Shiro Urayama) - Una vita da sogno insieme? (collaborazione con Bonryu) - Paradiso LycoReco (collaborazione con Utashima) - Il tempo di Chisato (collaborazione con Maruko Nii) |                                         |                                         |
| 5  | Reload 2 「リロード 2」 - Rirōdo 2 | 26 maggio 2023 ISBN 978-4-04-915015-5   | 24 aprile 2025 ISBN 979-12-21915-31-0   |
| 5  | Capitoli - Baby squirrel (collaborazione con Imigimuru) - Make peace with the cat (collaborazione con Satoru Abo) - Me and you. Always (collaborazione con Yokoshima Penguin) - Scene di inseguimento alla Lycoris (collaborazione con Tachi) - Idolatrato (collaborazione con Kisaragi Nankyoku) - Ignorance is bliss (collaborazione con Burisuke) - Kurumi my love (collaborazione con Mimishiki) - Sia oggi che domani, qui (collaborazione con Doma) - La mia arma (collaborazione con match) - La prima commissione (collaborazione con Fuka Sunohara) - Prima di tutto, iniziamo dalla buonanotte (collaborazione con Tsukiko Kashiwagi) - Every dog has its day (collaborazione con Horoda) - Mantieni la calma, scema! (collaborazione con Nata Okura) - Il famoso Cafè LycoReco? (collaborazione con Rita)                                                                                              |                                         |                                         |
| 6  | Repeat 3 「リピート 3」 - Ripīto 3 | 22 dicembre 2023 ISBN 978-4-04-683243-6 | 19 giugno 2025 ISBN 979-12-21920-64-2   |
| 6  | Capitoli - La grande tattica della posa (collaborazione con Kazusa Inaoka) - Lycori S now life (collaborazione con Kei Nishimura) - Il sorriso che illumina l'ubriacona (collaborazione con Kazepana) - Night party ★ al batticuore! (collaborazione con Hamo) - Vorrei che qualcuno mi dicesse che sono carina! (collaborazione con Tamaki Toga) - Mettersi in ghingheri (collaborazione con Beru Koyubita) - Speak of the devil and they shall appear (collaborazione con Somechime) - Non te lo dico, però... (collaborazione con Jagu) - Il segreto di Takina (collaborazione con Haru Hisakawa) - Diventerà un gatto (collaborazione con Miki Morinaga) - Scatto a sorpresa (collaborazione con Kuu) - Cosplay and Treat! (collaborazione con Sakana Uozumi) - Surprise! (collaborazione con Tsuchii) - Se lo guardiamo insieme, non fa paura! (collaborazione con Ume Sakura)                               |                                         |                                         |
| 7  | Reload 3 「リロード 3」 - Rirōdo 3 | 27 dicembre 2023 ISBN 978-4-04-915426-9 | 24 luglio 2025 ISBN 979-12-21922-98-1   |
| 7  | Capitoli - Short story collection (collaborazione con Imigimuru) - The heartbeat sharing (collaborazione con Yokoshima Penguin) - Vorrei i tuoi occhi (collaborazione con Natsu Tadano) - Spill your guts. (collaborazione con Horoda) - Idolatrato (collaborazione con Nankyoku Kisaragi) - Noisy daisy like birthdays (collaborazione con Satoru Abo) - Sostenersi a vicenda (collaborazione con fu-ta) - VS. l'hacker geniale! (collaborazione con ikra) - In perfect harmony (collaborazione con Shiime) - L'evento di quel giorno (collaborazione con Kenra) - Le solite (collaborazione con Hogeramu) - Se devi farlo, fallo fino in fondo (collaborazione con Tachi) - Torneo di vanto delle cose amate alle Hawaii (collaborazione con kyoh) |                                         |                                         |

### Light novel
Una light novel spin-off intitolata Lycoris Recoil: Ordinary Days (リコリス・リコイル Ordinary days?, Rikorisu Rikoiru Ordinary days), scritta da Asaura e illustrata da Imigimuru è stata pubblicata sotto l'etichetta Dengeki Bunko di ASCII Media Works il 9 settembre 2022. Un'altra light novel, intitolata Lycoris Recoil: Recovery Days (リコリス・リコイル Recovery days?, Rikorisu Rikoiru Recovery Days), è stata pubblicata l'8 marzo 2024. In Italia la prima light novel è stata pubblicata da Panini Comics il 30 gennaio 2025.
| Nº | Titolo italiano | Data di prima pubblicazione             | Data di prima pubblicazione            |
| Nº | Titolo italiano | Giapponese                              | Italiano                               |
| 1  | Ordinary Days   | 9 settembre 2022 ISBN 978-4-04-914618-9 | 30 gennaio 2025 ISBN 979-12-21908-04-6 |
| 2  | Recovery Days   | 8 marzo 2024 ISBN 978-4-04-915554-9     | —                                      |

### Teatro
Un adattamento teatrale è stato annunciato il 18 novembre 2022. Lo spettacolo, prodotto da Office Endless, diretto da Akira Yamazaki e scritto da Yо̄ Hosaka è andato in scena al teatro Tennozu Galaxy Theatre di Tokyo dal 7 al 15 gennaio 2023.